# Laura Unuk
Laura Unuk est une joueuse d'échecs slovène née le 9 novembre 1999.
Au 1er mai 2018, elle est la numéro un slovène et la 84e joueuse mondiale avec un classement Elo de 2 377 points.

## Biographie et carrière
Championne de Slovénie en 2013, à treize ans, Laura Unuk a remporté le championnat du monde d'échecs de la jeunesse dans les catégories moins de seize ans (en 2014) et moins de dix-huit ans (en 2017).

## Compétitions par équipe
Laura Unuk a représenté la Slovénie lors des olympiades féminines de 2014 et 2016 ainsi que des championnats d'Europe par équipe de 2013, 2015 et 2017, jouant au premier échiquier slovène depuis 2015.